# Copa del Món de Futbol de 1950 - Grup final
El Grup final de la Copa del Món de Futbol 1950, disputada al Brasil, estava compost per quatre equips, que s'havien d'enfrontar entre ells amb un total de 6 partits. Quan acabaren aquests partits, l'equip amb més punts es va proclamar campió del Mundial.

## Integrants
El grup estava integrat per les seleccions següents:
| Uruguai | Brasil | Suècia | Espanya |
| ------- | ------ | ------ | ------- |

## Classificació
| Pos | Equip   | PJ | PG | PE | PP | GF | GC | DG  | Pts |
| --- | ------- | -- | -- | -- | -- | -- | -- | --- | --- |
| 1   | Uruguai | 3  | 2  | 1  | 0  | 7  | 5  | +2  | 5   |
| 2   | Brasil  | 3  | 2  | 0  | 1  | 14 | 4  | +10 | 4   |
| 3   | Suècia  | 3  | 1  | 0  | 2  | 6  | 11 | −5  | 2   |
| 4   | Espanya | 3  | 0  | 1  | 2  | 4  | 11 | −7  | 1   |

## Partits

### Uruguai vs Espanya
| Uruguai                  | 2–2     | Espanya         |
| ------------------------ | ------- | --------------- |
| Ghiggia 29' · Varela 73' | Informe | Basora 37', 39' |

### Brasil vs Suècia
| Brasil                                                  | 7–1     | Suècia             |
| ------------------------------------------------------- | ------- | ------------------ |
| Ademir 17', 36', 52', 58' · Chico 39', 88' · Maneca 85' | Informe | Andersson 67' (p.) |

### Brasil vs Espanya
| Brasil                                                                  | 6–1     | Espanya  |
| ----------------------------------------------------------------------- | ------- | -------- |
| Parra 15' (p.p.) · Jair 21' · Chico 31', 55' · Ademir 57' · Zizinho 67' | Informe | Igoa 71' |

### Uruguai vs Suècia
| Uruguai                       | 3–2     | Suècia                    |
| ----------------------------- | ------- | ------------------------- |
| Ghiggia 39' · Míguez 77', 85' | Informe | Palmér 5' · Sundqvist 40' |

### Suècia vs Espanya
| Suècia                                    | 3–1     | Espanya         |
| ----------------------------------------- | ------- | --------------- |
| Sundqvist 15' · Mellberg 33' · Palmér 80' | Informe | Telmo Zarra 82' |

### Uruguai vs Brasil
| Uruguai                      | 2–1     | Brasil     |
| ---------------------------- | ------- | ---------- |
| Schiaffino 66' · Ghiggia 79' | Informe | Friaça 47' |